# Parlamentarium
Il Parlamentarium è il centro visitatori del Parlamento europeo, situato presso la sede di Bruxelles del Parlamento. 
È il più grande centro visitatori parlamentare in Europa, secondo al mondo solo a quello del Campidoglio a Washington.
Costato 21 milioni di euro, è stato inaugurato il 14 ottobre 2011 dal presidente del Parlamento europeo Jerzy Buzek, dalla principessa Astrid del Belgio e dalla vicepresidente della Commissione europea Viviane Reding.
È operativo nelle 24 lingue dell'Unione europea. All'interno è presente una mostra permanente.